# 天領バス
株式会社天領バス（てんりょうバス）は、福岡県福岡市博多区に本社を置く貸切、乗合バス事業者である。公益社団法人日本バス協会加盟。2016年までは大分県日田市に本社を置いていた。1991年、韓国訪日客（インバウンド）事業に九州で初めて着手した事業者である。

## 沿革
- 1990年6月6日 - 設立。当初の社名は天領観光。
- 2012年1月1日 - 対馬事務所開設。
- 2012年10月2日 - 大分県臼杵市の営業所を廃止。
- 2013年7月29日 - 一般乗合自動車運送事業許可。
- 2013年8月1日 - 従来運行していた新宿-博多間のツアーバス・O.T.B.ライナーを乗合化。
- 2014年12月1日 - 高速路線バスのブランド名を「オリオンバス」に改称。
- 2016年4月 - 本社を福岡市に移転。

## バス事業
- 本社のほかに、以下の営業所を置く。

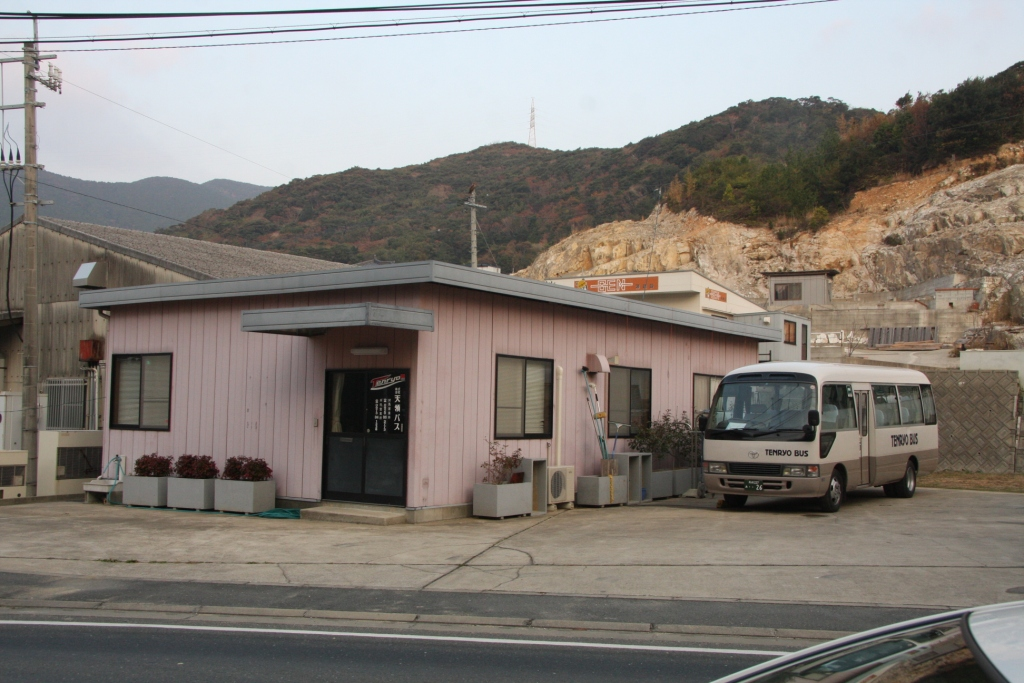
かつて存在した対馬営業所

  - 日田営業所 - 大分県日田市十二町517-6
  - 関西営業所 - 大阪府泉南市樽井4-40-9-1

かつては対馬営業所（長崎県対馬市）、臼杵営業所（大分県臼杵市）、うきは営業所（福岡県うきは市）、新門司営業所（北九州市門司区）を置いていた。

### 高速バス「TenryoLINER」
オリオンツアーが主催するツアーバス「オリオンバス」の東京-福岡間および京阪神-福岡間を運行していたが、高速ツアーバスの乗合化（いわゆる新高速乗合バス）に伴い、2013年7月31日の出発便より乗合バス「O.T.B.ライナー」に移行。2014年12月1日よりツアーバス時代の名称である「オリオンバス」に改称。2020年3月に新型コロナウイルス感染症の流行による緊急事態宣言を受けて運休したのちオリオンバスより離脱し、「TenryoLINER」と改称して京阪神-福岡間は同年7月9日より、東京-福岡間は7月31日より運行を再開。いずれも夜行便である。
東京（東京駅・新宿） ⇔ 山口・北九州・福岡
バスターミナル東京八重洲 - バスタ新宿 - 新山口駅北口 - 小倉駅新幹線口（KMMビル前） - HEARTSバスステーション博多
京都・大阪（梅田）・神戸（三宮） ⇔ 北九州・福岡
京都駅八条口 - 梅田（プラザモータープール） - 神戸三宮 - 小倉駅新幹線口（KMMビル前） - HEARTSバスステーション博多
いずれも博多営業所が担当する。車両はトイレなしの4列シート車で、東京-福岡間では座席の前後間隔が広い縦9列シート、京阪神-福岡間では一般的な観光バスと同様の縦12列シートの車両が使用される。

### 貸切バス
インバウンドツアーを主力とする。上記のように2013年7月31日まではツアーバス時代のオリオンバスの運行を受託していた。また、特別支援学校のスクールバスも運行する。
2012年9月現在の車両保有台数は43台。
かつては他社から移籍した2階建バスの三菱ふそう・エアロキングや日野・グランビューを保有していた。
日野・グランビューは近畿日本鉄道（現：近鉄バス）が新車購入した車両で、最終的に天領バスが所有していたが、天領バスで廃車となった後に日野自動車へ里帰りし、日野オートプラザに保存・展示されている。

## 車両
高速バス・高速ツアーバス

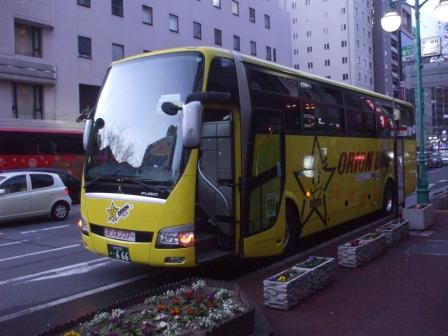
ツアーバス時代のオリオンバス専用カラーの車両。O.T.B.ライナーからオリオンバスに再変更されたあとのカラーリングもこれとほぼ同様であった。
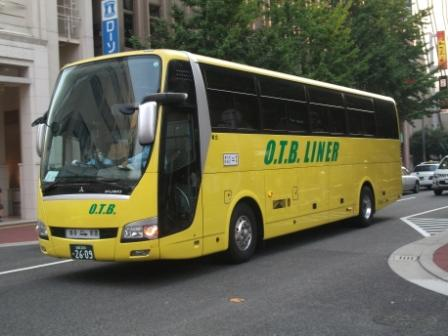
O.T.B.ライナーカラーの東京-博多線車両。乗合登録。
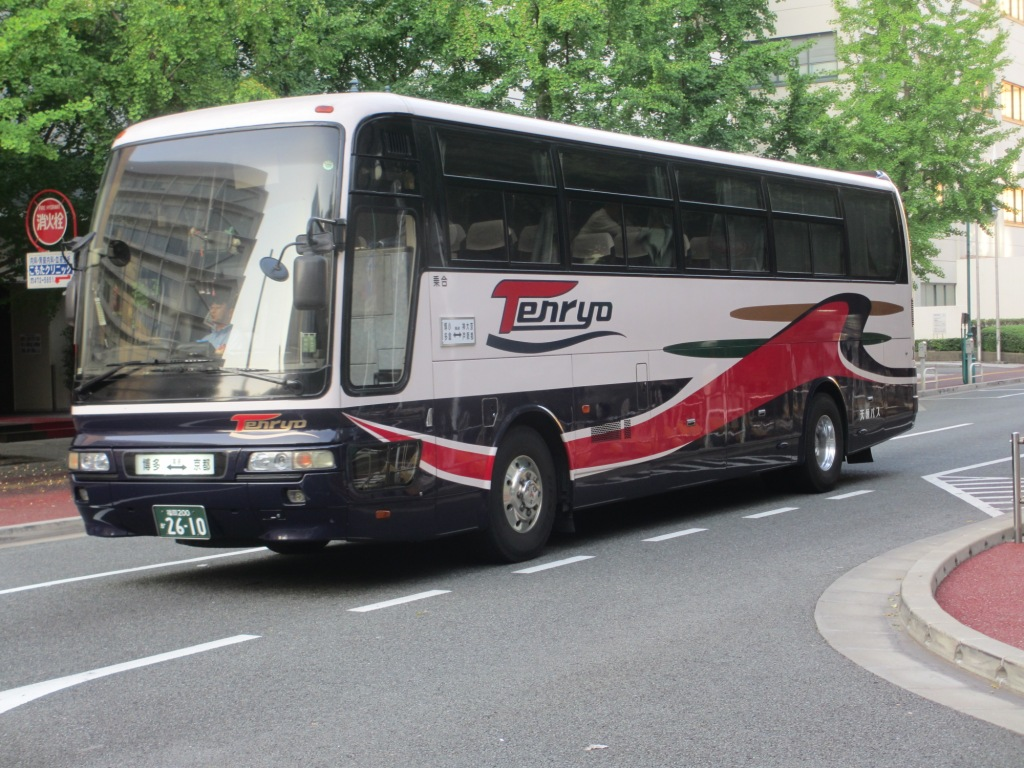
一般色のまま乗合登録となった京都-博多線用車両
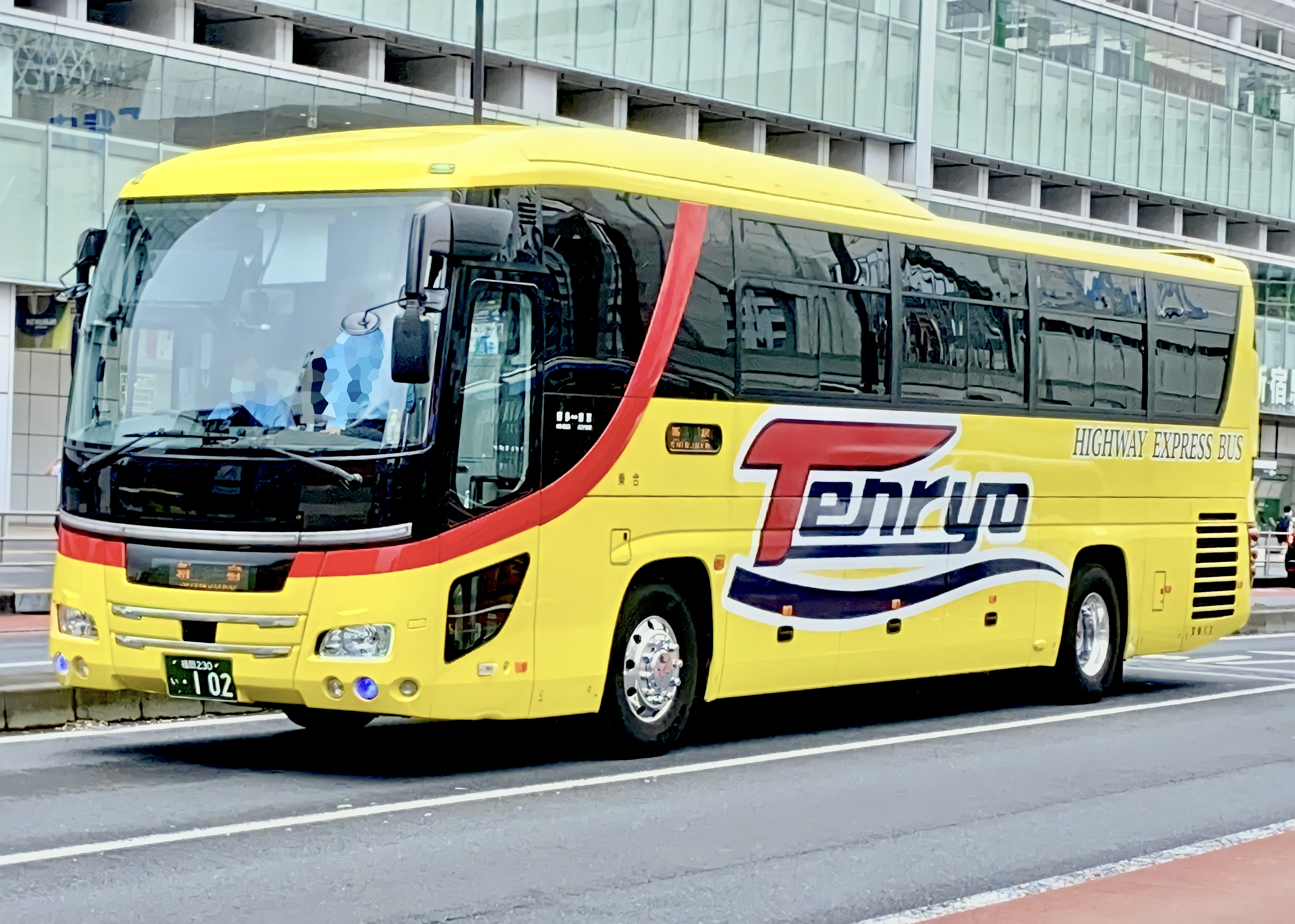
オリオンバス離脱後の東京-博多線用車両。オリオンバス時代の黄色地を踏襲しつつ天領バスのロゴを入れたカラーリングとなった。

貸切バス（高速ツアーバス以外）

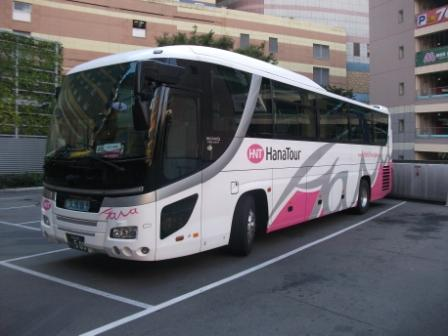
韓国の旅行会社「ハナツアー」の専用貸切車両
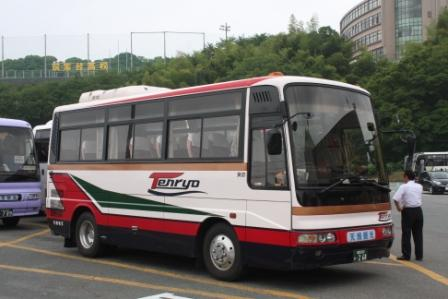
小型貸切車